# Complejo volcánico Altiplano-Puna

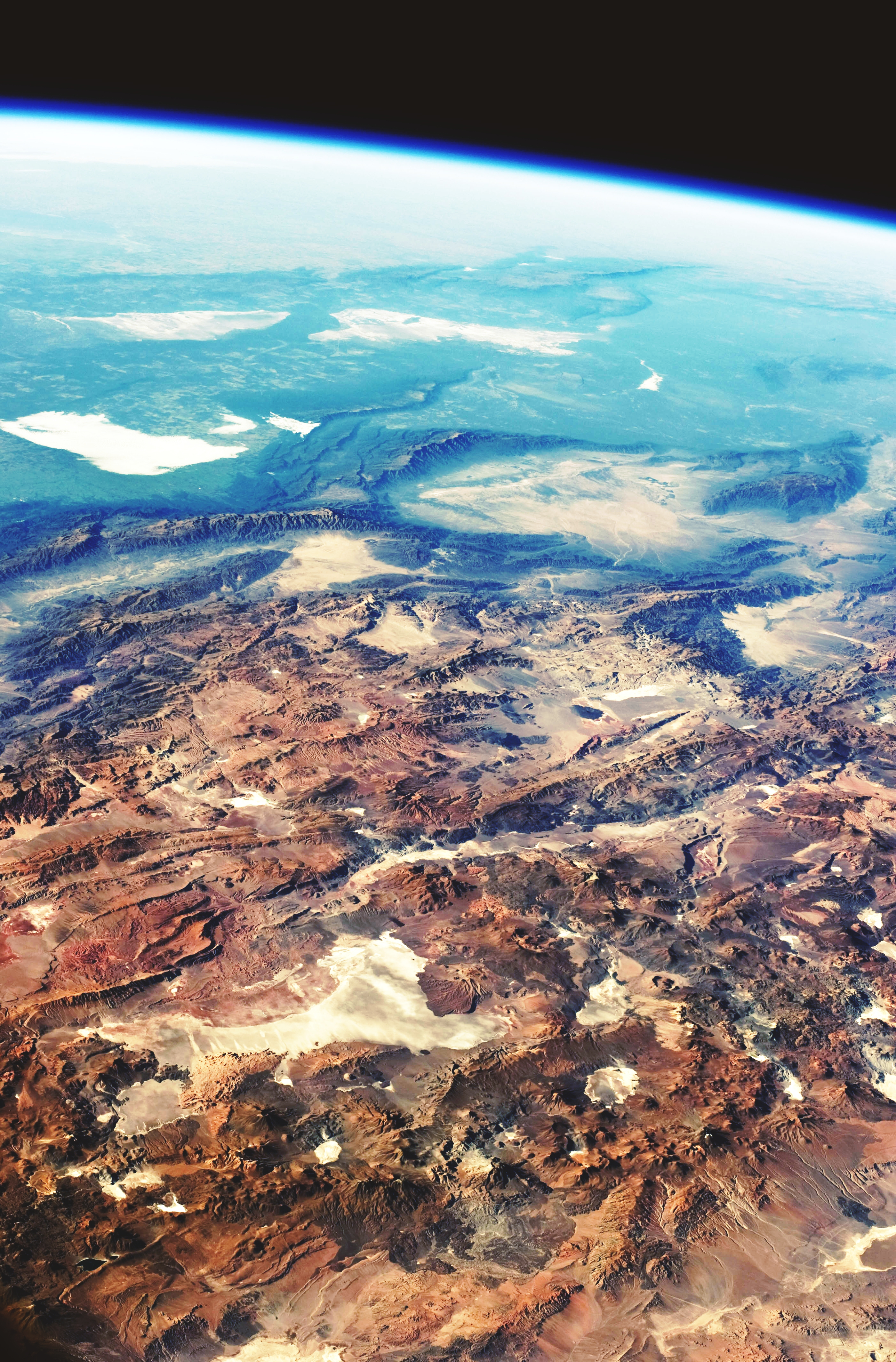
El CVAP se encuentra en la parte inferior de la imagen, encima de la cadena de volcanes en la parte inferior.

El complejo volcánico Altiplano-Puna, también conocido como CVAP, es un complejo de sistemas volcánicos en la Puna de Atacama en los Andes centrales. Se ubica en la zona del Altiplano andino, altiplanicie delimitada por la Cordillera Real boliviana al este y por la cadena principal de los Andes, la Cordillera Occidental, al oeste. Resulta de la subducción de la Placa de Nazca debajo de la Placa Sudamericana. Los derretimientos provocados por la subducción han generado los volcanes del cinturón volcánico de los Andes, incluido el CVAP. La provincia volcánica se encuentra entre los 21° S y 24° S de latitud. La CPVA se extiende administrativamente por los países de Argentina, Bolivia y Chile.
En el Mioceno-Plioceno (10-11 Ma), las calderas hicieron erupción de ignimbritas félsicasen cuatro pulsos distintos separados por períodos de bajos niveles de actividad. Al menos tres centros volcánicos (caldera Guacha, La Pacana, Pastos Grandes y Vilama) tuvieron erupciones de un Índice de Expositividad Volcánica (IEV) de 8, así como centros eruptivos de menor escala. La actividad disminuyó después de 2 Ma, pero la actividad geotérmica actual y los volcanes que datan del Holoceno, así como la reciente deformación del suelo en el volcán Uturuncu indican que aún existe actividad del sistema.

## Geografía
La cordillera de los Andes se originó a partir de la subducción de la Placa de Nazca debajo de la Placa Sudamericana y estuvo acompañada de un extenso vulcanismo. Entre las latitudes 14° S y 28° S se encuentra una zona volcánica con más de cincuenta sistemas activos recientemente, la Zona Volcánica Central (ZVC). Desde finales del Mioceno, entre 21° S y 24° S, se formó una importante provincia de ignimbrita a lo largo de una corteza de 70 km de grosor, el complejo volcánico Altiplano-Puna, entre el desierto de Atacama y el Altiplano. El sistema volcánico Toba en Indonesia y Taupō en Nueva Zelanda son análogos a la provincia. La CVAP se ubica en la meseta sur del Altiplano-Puna, una meseta superficial 300 km de ancho y 2000 km de largo a una altitud de sobre 4000 m s. n. m., y se encuentra entre 50 y 150 km al este del frente volcánico de los Andes. Los cinturones deformacionales lo limitan al este. El propio Altiplano forma un bloque geológicamente estable desde el Eoceno; por el contrario, debajo del área de Atacama existe una dinámica extensional reciente y una corteza debilitada. La Puna tiene una elevación promedio más alta que el Altiplano, y algunos centros volcánicos individuales alcanzan altitudes de más de 6000 m. El zócalo del área norte de la Puna data del Ordovícico al Eoceno.

## Geología

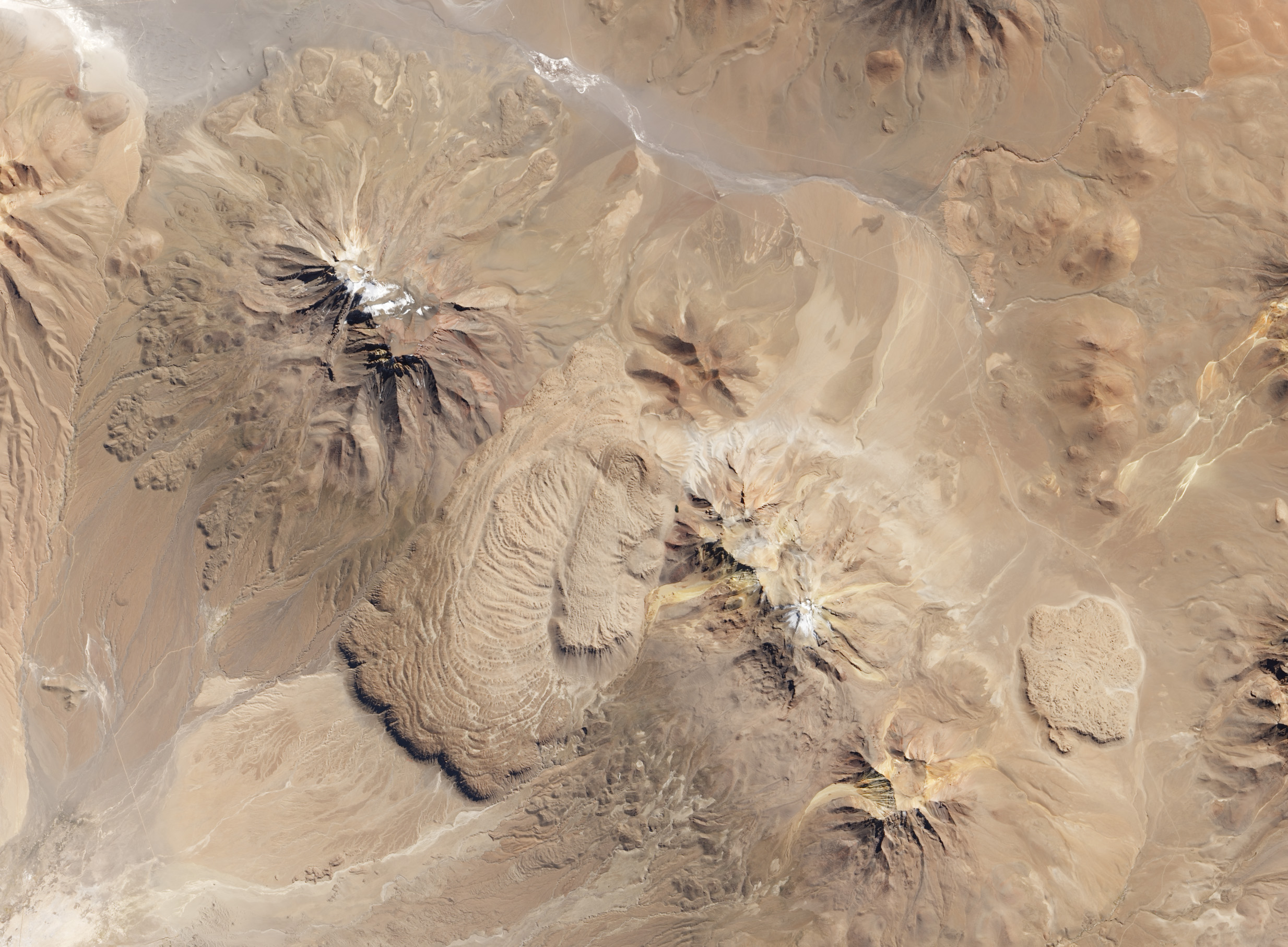
Los flujos lobulados del domo de lava del cerro Chao

El CVAP se genera por la subducción de la Placa de Nazca debajo de la Placa Sudamericana en un ángulo de casi 30°. La delaminación de la corteza se ha producido debajo de la Puna norte y del Altiplano sur. Por debajo de los 20 km de profundidad, los datos sísmicos indican la presencia de derretimientos en una capa denominada zona de baja velocidad Altiplano-Puna o cuerpo magmático Altiplano Puna. Las variaciones regionales de actividad al norte y al sur de 24°S se han atribuido a la subducción que se mueve hacia el sur de la dorsal de Juan Fernández. Esta migración hacia el sur da como resultado un empinamiento de la placa en subducción detrás de la dorsal, lo que provoca fusión por descompresión y derretimientos que generalmente son erupcionados a la superficie como ignimbritas.
Las rocas máficas se encuentran en el sur de la Puna y el Altiplano. La Puna sur tiene andesitas calcoalcalinas que hicieron erupción después de 7 Ma, siendo los magmas menos evolucionados los flujos del Cerro Morado de 6,7 millones de años y del complejo Rachaite de 8 a 7 m. En el Altiplano sur se encuentran lavas basálticas, shoshoníticas (25 y 21 m) y andesíticas (post-Mioceno).
Petrológicamente, las ignimbritas se derivan de magmas dacíticos-riodacíticos. Los fenocristales incluyen biotita, óxidos de Fe-Ti, plagioclasa y cuarzo con menor presencia de apatita y titanita. Las ignimbritas del norte de la Puna también contienen anfíbol. Se encuentran clinopiroxeno y ortopiroxeno en magmas con bajo contenido de silicio, mientras que los magmas con alto contenido de silicio también contienen sanidina. Estos magmas tienen temperaturas de 700-850 grados Celsius (1292,0-1562,0 °F) y se originan en profundidades de 4 a 8 km. Las ignimbritas se denominan colectivamente grupos San Bartolo y Silapeti.
Desde el Mioceno, el CVAP también ha hecho erupción de magmas menos silícicos que contienen olivino, plagioclasa y clinopiroxeno. Estos magmas "máficos" forman diversos volcanes monogenéticos, inclusiones en magmas más silícicos y coladas de lava que a veces se presentan de forma aislada y otras veces se vinculan a estratovolcanes.
Las erupciones se ven afectadas por las condiciones locales, lo que da como resultado columnas eruptivas a gran altitud que son ordenadas por los vientos estratosféricos occidentales. Los depósitos gruesos se depositan cerca de los respiraderos, mientras que las cenizas finas se transportan al Chaco y la cordillera oriental. Aquí se encuentran los volcanes más altos del mundo, el Ojos del Salado (6887 m) y el Llullaillaco (6723 m). Algunos volcanes han sufrido colapsos de sus laderas que han cubierto hasta 200 km cuadrados. La mayoría de las calderas están asociadas con sistemas de fallas que pueden desempeñar un papel en la formación de calderas.
El clima seco y la gran altitud del desierto de Atacama han protegido los depósitos de vulcanismo del CVAP de la erosión, pero la erosión limitada también reduce la exposición de capas y estructuras enterradas. También se han obtenido pruebas de actividad volcánica y variación cíclica de depósitos remotos de lluvia radiactiva.
El CVAP hizo erupción en una superficie de 70 mil km cuadrados a partir de diez sistemas principales, algunos activos durante millones de años y comparables a las calderas de Yellowstone y de Long Valley en los Estados Unidos. La CVAP es la provincia de ignimbrita más grande del Neógeno con un volumen de al menos 15 mil km cúbicos, y el cuerpo magmático subyacente se considera la mayor zona de derretimiento continental, formando un batolito. Alternativamente, el cuerpo revelado por los estudios sísmicos es la masa remanente de la zona de acumulación de magma. Los depósitos de los volcanes cubren una superficie de más de 500 mil km cuadrados.

## Subsistemas
- Caldera de Aguas Calientes[18] (24°15′S 66°30′O / -24.250, -66.500)[6]
- Alto de los Colorados (26°05′S 68°15′O / -26.083, -68.250)[6]
- Cerro Bitiche[10]
- Cerro Blanco (26°41′S 67°46′O / -26.683, -67.767)[6]
- Cerro Chanka (21°48′S 68°15′O / -21.800, -68.250)[19]
- Cerro Chao (22°07′S 68°09′O / -22.117, -68.150)[19]
- Cerro Chascón (21°53′S 67°54′O / -21.883, -67.900)[19]
- Cerro Chillahuita (22°10′S 68°02′O / -22.167, -68.033)[19]
- Cerro Galán (26°00′S 66°50′O / -26.000, -66.833)[6]
- Cerro Morado[6] (22°51′S 66°43′O / -22.850, -66.717)[20]
- Cerro Panizos (22°15′S 67°45′O / -22.250, -67.750)[6]
- Caldera de Chipas[6]
- Caldera de Coranzulí (23°0′S 66°15′O / -23.000, -66.250)[6]
- Delmedio (24°10′S 67°03′O / -24.167, -67.050)[21]
- El Morro-Organullo[6]
- Complejo Granada (22°57′S 66°58′O / -22.950, -66.967)[6]
- Caldera Guacha (22°45′S 67°28′O / -22.750, -67.467)[6]
- Complejo volcánico Huayra Huasi (23°30′S 66°37′O / -23.500, -66.617)[22]
- Caldera Kapina (21°50′S 67°35′O / -21.833, -67.583)[6]
- Caldera Laguna Amarga (26°42′S 68°30′O / -26.7, -68.5)[6]
- La Torta (22°26′S 67°58′O / -22.433, -67.967)[19]
- Caldera La Pacana (23°10′S 67°25′O / -23.167, -67.417)[6]
- Volcán Láscar[4]
- Complejo volcánico Negra Muerta (24°28′S 66°12′O / -24.467, -66.200)[6]
- Complejo volcánico Pairique (22°54′S 66°48′O / -22.900, -66.800)[6]
- Cerro Pastos Grandes[7]
- Volcán Pocitos (24°10′S 67°03′O / -24.167, -67.050)[21]
- Complejo de Puricó (22°57′S 67°45′O / -22.950, -67.750)[6]
- Volcán Quehuar (24°19′S 66°43′O / -24.317, -66.717)[21]
- Complejo Rachaite (23°0′S 66°5′O / -23.000, -66.083)[6]
- Complejo volcánico Ramadas (24°10′S 66°20′O / -24.167, -66.333)[23]
- Complejo volcánico Rincón (24°05′S 67°20′O / -24.083, -67.333)[21]
- Tastil (24°45′S 65°53′O / -24.750, -65.883)[21]
- El Tatio[4]
- Tul Tul (24°10′S 67°03′O / -24.167, -67.050)[21]
- Uturuncu[24] (22°16′12″S 67°10′48″O / -22.27000, -67.18000)[16]
- Caldera Vallecito (26°30′S 68°30′O / -26.500, -68.500)[6]
- Cerro Vilama (22°36′S 66°51′O / -22.600, -66.850)[6]